# 슐러 헨슬리

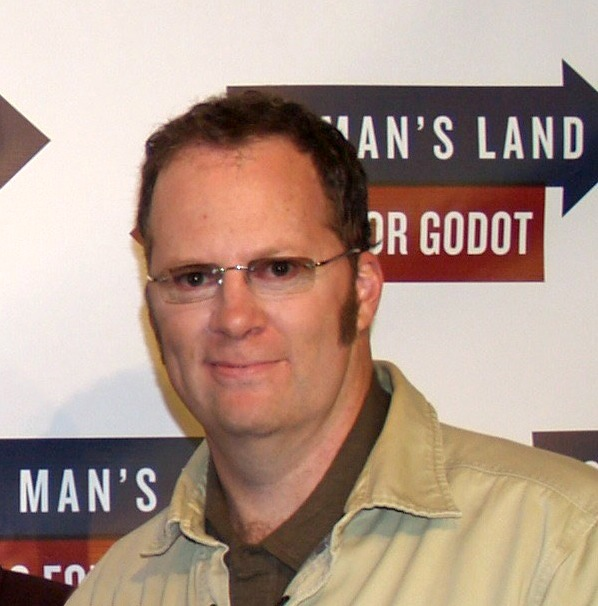

슐러 헨즐리(Shuler Hensley, 1967년 3월 6일 ~ )는 미국의 배우이다.
애틀랜타에서 태어났다.

## 영화
- 오드 토머스 (2013년) - 펑거스 밥 역
- 애프터 라이프 (2009년) - 빈센트 밀러 역
- 오파! (2005년)
- 레전드 오브 조로 (2005년)
- 반 헬싱 (2004년) - 프랑켄슈타인의 몬스터 역
- 브레드, 마이 스위트 (2001년)
- 에드 (2000년)
- 썸원 라이크 유 (2000년)